# Ревизия финансовых вложений
Ревизия финансовых вложений — проверка законности и правильности осуществления хозяйственных операций, касающихся финансовых вложений хозяйствующего субъекта, их документального оформления и принятия к учёту. Ревизия финансовых вложений может осуществляться в рамках мероприятия финансового контроля (например, документальной ревизии) либо как отдельная проверка.

## Инвентаризация финансовых вложений
Проверка наличия финансовых активов осуществляется методом инвентаризации. При инвентаризации финансовых вложений проверяется документальное подтверждение затрат и фактическое наличие:
- ценных бумаг,
- вкладов в уставный капитал других организаций,
- предоставленных другим организациям займов.

При проверке фактического наличия ценных бумаг устанавливается:
1. правильность оформления ценных бумаг,
2. реальность стоимости учтённых на балансе ценных бумаг (ценные бумаги должны учитываться по рыночной стоимости на основании данных о текущих котировках),
3. сохранность ценных бумаг (путём сопоставления фактического наличия с данными бухгалтерского учёта),
4. своевременность и полнота отражения в бухгалтерском учёте начисленных и полученных доходов по ценным бумагам.

При хранении ценных бумаг в организации их инвентаризация проводится одновременно с инвентаризацией денежных средств в кассе. Инвентаризация ценных бумаг проводится по отдельным эмитентам с указанием в инвентаризационной описи названия, серии, номера, номинальной и фактической стоимости, сроков погашения и общей суммы. Реквизиты каждой ценной бумаги сопоставляются с данными регистров аналитического учёта (опись, книга, реестр и т. п.). Инвентаризация ценных бумаг, сданных на хранение в депозитарии банков, заключается в сверке остатков сумм, числящихся на соответствующих аналитических счетах, с данными выписок этих депозитариев.
Финансовые вложения в уставные капиталы других организаций, а также предоставленные займы, при инвентаризации должны быть подтверждены документально (учредительные договоры, договоры займа, документы о фактическом перечислении денежных средств).

## Контроль эффективности вложений
Основными рисками, связанными с осуществлением финансовых вложений, являются:
1. Неэффективное вложение, например:
  - заведомо убыточное вложение («вывод денег»),
  - неверный долгосрочный прогноз,
  - непредвиденные обстоятельства (банкротство эмитента и др.).
2. Юридические проблемы, препятствующие получению экономических выгод от вложений, например:
  - ошибки в оформлении передаточных надписей на векселях, 
  - отмена решений о регистрации выпуска акций из-за нарушений в ходе эмиссии, 
  - арест имущества эмитента в соответствии с судебным решением

и т. п.
Таким образом, следующее ревизионное мероприятие, связанное с финансовыми вложениями, — это контроль эффективности вложений. При этом, однако, следует учитывать, что цели финансовых вложений могут быть различны:
- получение дивидендов (самая естественная и распространённая, однако не единственная),
- сохранение покупательной способности временно свободных денежных средств (с этой целью обычно приобретаются высоколиквидные акции — «голубые фишки»),
- установление контроля (например, владение дочерней компанией). В этом случае доходность проявляется не в виде распределяемой прибыли, а в виде экономии при приобретении ресурсов (например, сырья), услуг (например, транспорт) и т. п.

## Выявление фиктивных финансовых вложений
Ревизор должен проверить, что отражённые в учёте финансовые вложения действительно представляют заявленную ценность. Некоторые вложения могут формально отвечать критериям признания их в бухгалтерском учёте, однако по существу их стоимость равна нулю. К таким «фиктивным» финансовым вложениям можно отнести:
- приобретение хозяйствующим субъектом долговых ценных бумаг, не обеспеченных залогом, при отсутствии у эмитента активов, покрывающих сумму долга,
- приобретение акций убыточных компаний, компаний с отрицательной величиной чистых активов, имеющих негативную динамику изменения финансового состояния,
- вклады в совместную деятельность, место осуществления и результаты которой неизвестны,
- выдача беспроцентных или под низкий процент необеспеченных займов организациям с «нулевым» балансом либо находящимся в офшорных зонах либо в процессе банкротства или ликвидации.

## Выявление сокрытых финансовых вложений
В начале 1990-х годов в России приобретение акций и долей в других организациях зачастую списывалось за счёт чистой прибыли или даже как текущие расходы. (Это объяснялось новизной таких операций для бухгалтеров, отсутствием чёткой нормативной базы.) В результате в бухгалтерском балансе отсутствует информация о фактически принадлежащих хозяйствующему субъекту акциях и долях; вкладах в совместно учреждённые предприятия.
Выявление таких вложений крайне сложно. Тем не менее в этих целях следует:
- просмотреть деловую переписку соответствующего периода (если она сохранилась), решения совета директоров, договоры.
- побеседовать с работниками, занимавшими ответственные должности в те годы,
- проанализировать полученные дивиденды за последние несколько лет — возможно, некоторые из них от организаций, вклады в которые не отражены в бухгалтерском учёте.

Возможно, эмитенты таких «скрытых» акций успешно существуют, но не начисляют дивидендов; или даже начисляют, но не могут перечислить, поскольку утерян адрес владельца (в результате переездов, преобразований, слияний и т.п.)